# Саратовская область

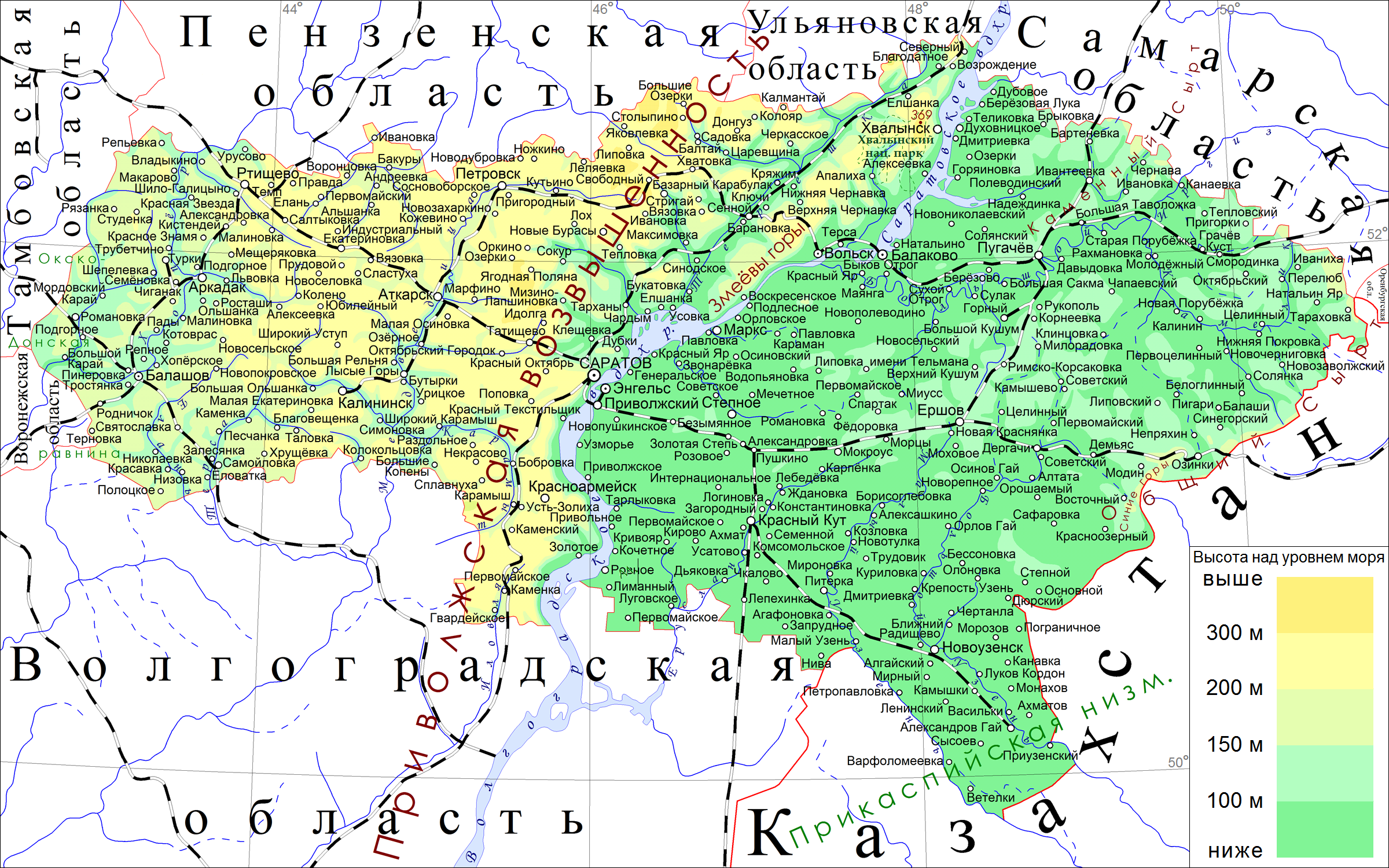
Физическая карта Саратовской области

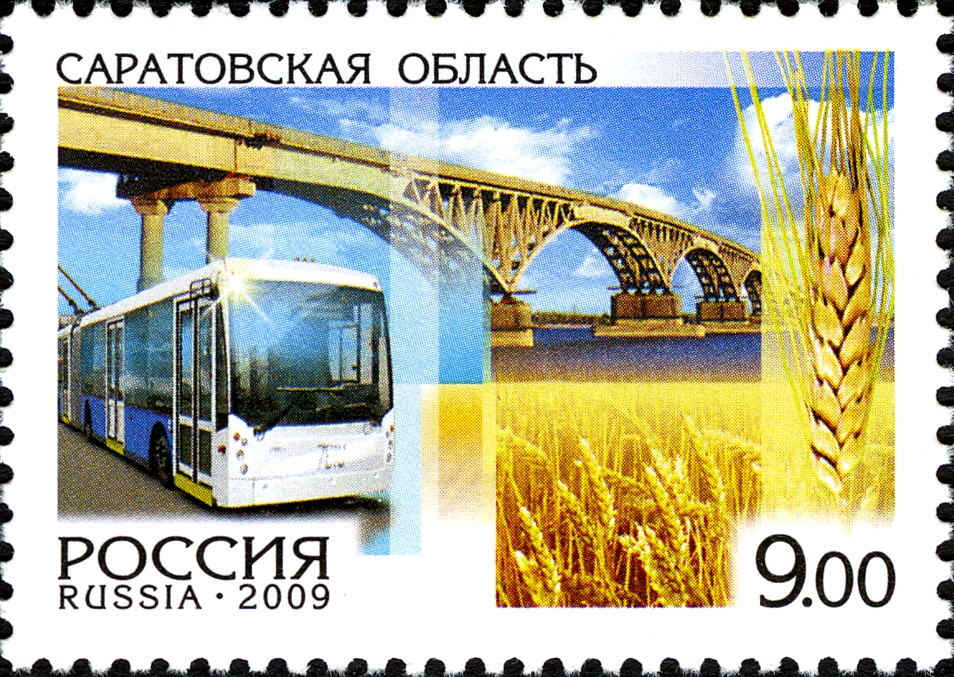
Почтовая марка России, 2009 год

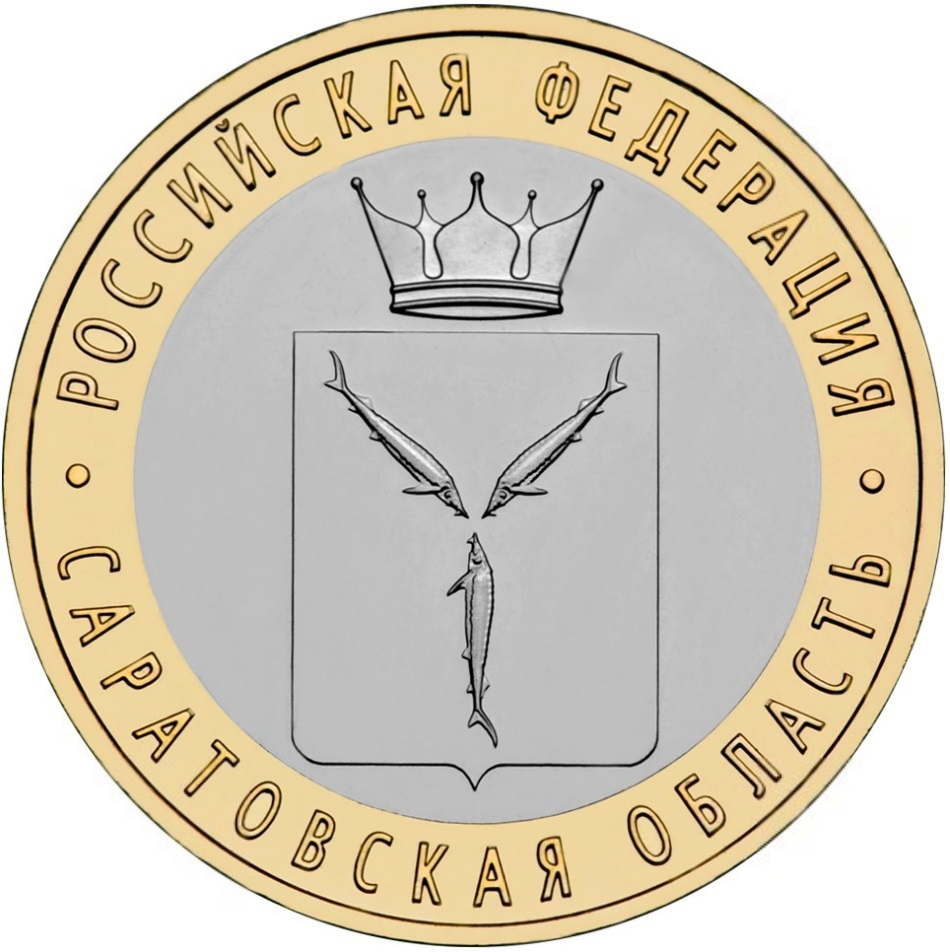
Памятная монета Банка России номиналом 10 рублей (2014)

Сара́товская о́бласть — субъект Российской Федерации, входит в состав Приволжского федерального округа. 
Административный центр — город Саратов. 
На юге граничит с Волгоградской областью, на западе — с Воронежской областью, на северо-западе с Тамбовской, на севере — с Пензенской, Самарской и Ульяновской областями, на юго-востоке проходит государственная граница России с Казахстаном. С Оренбургской областью граничит в одной точке, которая расположена на государственной границе с Казахстаном — стык границ Оренбургской, Самарской и Саратовской областей. Общая протяжённость границ составляет свыше 3500 км.
Образована 10 января 1934 года как Саратовский край путём разделения Нижне-Волжского края, а с 5 декабря 1936 года в соответствии с Конституцией СССР — как Саратовская область. Исторически области предшествовала Саратовская губерния, образованная в 1780 году.

## Физико-географическая характеристика

### Географическое положение
Саратовская область расположена на юго-востоке Европейской части России, в северной части Нижнего Поволжья. С запада на восток территория вытянута на 575 км, с севера на юг — на 330 км. Через область протекает река Волга, которая делит область на 2 части: Левобережье и Правобережье.

### Почвы
Особое сельскохозяйственное значение представляют ценные обыкновенные и южные чернозёмы, широко распространённые каштановые почвы.

### Гидрография
Область в основном достаточно обеспечена водой, кроме Волги и многочисленных рек, известны многие источники и залежи минеральных вод.

### Полезные ископаемые
В области разведано более 40 малых нефтяных и газовых (значительны Степновское и Урицкое) месторождений, при не изученности основной части перспективных районов. Разведано множество месторождений горючего сланца, в том числе крупное Озинское, месторождения качественного цементного сырья, фосфоритов, строительных, балластных и стекольных песков, строительных глин и камня.

### Климат
Климат в области умеренно континентальный: продолжительное сухое жаркое лето, в Левобережье значительное количество дней с температурой выше +30 °C. Зима — морозная, среднее количество дней с осадками — 12—15 в месяц, с туманами — в среднем 4—10 дней в месяц, с метелями — в среднем 4—10 дней в месяц. Весна короткая. В марте возможны метели, заносы на дорогах, в среднем 5—7 дней. Дней с туманами в марте в среднем 5—9. Весной, обычно с последней декады марта по третью декаду апреля, на дорогах с твёрдым покрытием вводится ограничение на движение большегрузного автотранспорта, начало которого приурочено к переходу среднесуточной температуры через 0. Осень не отличается из года в год постоянством погоды. Устойчивый снежный покров образуется в северных районах к 25 ноября, а в центральных и южных — с 29 ноября по 8 декабря. Область пересекает климаторазделяющая и ветроразделяющая ось Воейкова, она проходит в среднем через восточные и северные районы области, иногда понижаясь к югу, порой уходя заметно к северу, особенно весной, к границам лесной и лесостепной природных зон, иногда и гораздо северне, этa ось оказывает влияние на климат области.
Весна начинается в последней декаде марта. Лето длится 4,5 месяца и делится на три периода: «предлетье», «разгар» и «спад» лета. Летом на всей без исключения территории Саратовской области господствуют ветры северо-западных, северных, северо-восточных румбов. Осень начинается в середине сентября и продолжается до начала ноября. Зима начинается в первую декаду ноября.

### Экологическое состояние
Современное экологическое состояние Саратовской области является критическим. Продолжается интенсивное загрязнение природной среды по мере роста объёмов производства. Для решения целого комплекса экологических проблем Комитетом охраны окружающей среды и природопользования Саратовской области была разработана «Программа стабилизации и улучшения экологической обстановки на территории Саратовской области», основу которой составили предложения администраций городов и районов области, городских районных комитетов по охране окружающей среды, предприятий и организаций области. Финансирование программы осуществляется из бюджетов разных уровней, средств экологических фондов, предприятий и организаций области. В итоге увеличился объём капитальных затрат, направленных на охрану окружающей среды области, за счёт всех источников финансирования.
В отвалах и хранилищах предприятий Саратовской области находится 24 млн тонн промышленных отходов:
- 1 класс опасности — 3,5 тыс. тонн; («Тантал», «Знамя Труда», «САЗ», «АИТ», «ЭЛМАШ», «СЭПО»)
- 2 класс опасности — около 5 тыс. тонн;
- 3 класс опасности — около 3 млн тонн;
- 4 класс опасности — около 21 млн тонн.

Особо опасным предприятием в Саратове является завод «АИТ», который загрязняет не только свою территорию, но и прилегающий к нему жилой массив. Это предприятие длительное время вывозило на свалку Александровского сельсовета отходы производства, содержащие никель и кадмий.
В отвалах в количестве более 19 млн тонн (при проектной вместимости 10,84 млн тонн) накоплен фосфогипс от производственной деятельности ОАО «Иргиз» г. Балаково. Здесь загрязнение в десятки раз превышает ПДК по фосфатам, хлоридам, железу, аммиаку и нитратам.
По результатам наблюдений на водомерных постах ФГУ «Саратовский ЦГМС» на 10 июня 2011 года отметка уровня воды в населённых пунктах — городах Вольск, Маркс, Саратов, Ровное составляет — 15,00 м, 14,89 м, 14,81 м, 14,72 м. А минимальный навигационный уровень воды составляет 13 м. Уровень воды в Волге в районе Вольска на сегодняшний день составляет 17 м, в Марксе — 15,95 м, в Ровном — 14,73 м. То есть, до критической точки осталось недалеко. Снижение уровня воды в Волге приводит и к потере рыбных запасов: икра, отложенная на осоке, находится выше уровня воды и засыхает.
Ежегодно предприятия Саратова выбрасывают в атмосферу до 50 млн тонн вредных веществ. К ним относятся: оксид углерода, оксиды азота, диоксид серы, углеводороды, альдегиды, тяжёлые металлы, аммиак, атмосферная пыль. Основными источниками антропогенных аэрозольных загрязнений воздуха являются теплоэлектростанции (ТЭЦ), потребляющие уголь. Сжигание каменного угля, производство цемента и выплавка чугуна дают суммарный выброс пыли в атмосферу, равный 170 млн тонн в год.

### Сейсмическая активность
В области известны исторические и современные землетрясения. Уровень сейсмической активности территории области, согласно официально изданной карте общего сейсмического районирования территории Российской федерации (ОСР-97-C), определяется вероятностью возникновения землетрясений интенсивностью до 7 баллов включительно по шкале MSK-64.

### Часовой пояс
Саратовская область находится в часовой зоне МСК+1. Смещение применяемого времени относительно UTC составляет +4:00.
Данное время действует в области с 4 декабря 2016 года. До 3 декабря 2016 года регион жил по московскому времени (UTC+3).

## История
В 1780 году образовано Саратовское наместничество в составе девяти уездов (Саратовский, Хвалынский, Вольский, Кузнецкий, Сердобский, Аткарский, Петровский, Балашовский и Камышинский), в 1797 году — Саратовская губерния, в 1928 году — Нижне-Волжская область, в 1928—1934 годах — в составе Нижне-Волжского края, 10 января 1934 года — Саратовский край.
Образована как Саратовский край 10 января 1934 года путём разделения Нижне-Волжского края. В соответствии с Конституцией (Основным Законом) Союза ССР, принятой 5 декабря 1936 года, Саратовский край был преобразован в Саратовскую область с выделением АССР Немцев Поволжья.
Указом Президиума Верховного Совета СССР от 7 сентября 1941 года, после насильственной депортации немецкого населения, в Саратовскую область были включены территории 15 кантонов бывшей АССР Немцев Поволжья (Бальцерский, Золотовский, Каменский, Терновский, Куккусский, Зельманский, Красноярский, Марксштадтский, Унтервальденский, Фёдоровский, Гнаденфлюрский, Красно-Кутский, Лизандергейский, Мариентальский и Экгеймский).
Указом Президиума Верховного Совета СССР от 6 января 1954 года из состава Саратовской области в состав новообразованной Балашовской области были включены города Балашов и Ртищево, Аркадакский, Балашовский, Казачкинский, Кистендейский, Красавский, Макаровский, Ново-Покровский, Родничковский, Романовский, Ртищевский, Салтыковский, Самойловский и Турковский районы. После упразднения Балашовской области Указом Президиума Верховного Совета РСФСР от 19 ноября 1957 года эти города и районы были возвращены в состав Саратовской области.

## Население
Население по территории области распределено неравномерно: правобережные районы заселены более густо, чем левобережные. Ведущая причина — наличие крупных промышленных, железнодорожных и культурных центров. По всей области в структуре городское население преобладает над сельским. так на 1 января 2021 года сельское население Саратовской области составляло 581 703 человек (24 % населения области). 
Население области многонациональное. Основное население области — русские. Кроме того, на территории проживают немцы, украинцы, казахи, татары, мордва, чуваши, белорусы, евреи.
Численность населения области по данным Росстата составляет 2 369 405 чел. (2025). Плотность населения — 23,40 чел./км² (2025). Городское население — 
78,59 % (2022). По демографическим показателям Саратовская область занимает 70-е место в России.
| Народ                  | 2010 чел. | %       | 2021 чел. | %       |
| ---------------------- | --------- | ------- | --------- | ------- |
| Русские                | 2 151 215 | 87,55 % | 1 983 533 | 89,70 % |
| Казахи                 | 76 007    | 3,09 %  | 64 065    | 2,90 %  |
| Татары                 | 52 884    | 2,15 %  | 37 806    | 1,71 %  |
| Армяне                 | 23 841    | 0,97 %  | 18 465    | 0,84 %  |
| Азербайджанцы          | 14 868    | 0,61 %  | 12 362    | 0,56 %  |
| Украинцы               | 41 942    | 1,71 %  | 12 254    | 0,55 %  |
| Чеченцы                | 5 738     | 0,23 %  | 5 748     | 0,26 %  |
| Чуваши                 | 12 261    | 0,50 %  | 5 384     | 0,24 %  |
| Мордва                 | 10 917    | 0,44 %  | 4 021     | 0,18 %  |
| Лезгины                | 5 245     | 0,21 %  | 3 371     | 0,15 %  |
| Немцы                  | 7 579     | 0,31 %  | 3 367     | 0,15 %  |
| Узбеки                 | 2 909     | 0,12 %  | 3 358     | 0,15 %  |
| Курды                  | 2 851     | 0,12 %  | 3 266     | 0,15 %  |
| Таджики                | 1 686     | 0,07 %  | 2 993     | 0,14 %  |
| Корейцы                | 4 206     | 0,17 %  | 2 746     | 0,12 %  |
| Цыгане                 | 3 350     | 0,14 %  | 2 731     | 0,12 %  |
| Белорусы               | 8 489     | 0,35 %  | 2 723     | 0,12 %  |
| Башкиры                | 3 489     | 0,14 %  | 2 129     | 0,10 %  |
| Дунгане                | 760       | 0,03 %  | 1 740     | 0,08 %  |
| Молдаване              | 3 037     | 0,12 %  | 1 390     | 0,15 %  |
| Марийцы                | 2 927     | 0,12 %  | 1 335     | 0,06 %  |
| Езиды                  | 1 352     | 0,06 %  | 1 254     | 0,06 %  |
| Грузины                | 1 898     | 0,08 %  | 1 248     | 0,06 %  |
| Евреи                  | 2 250     | 0,09 %  | 1 148     | 0,05 %  |
| Аварцы                 | 1 581     | 0,06 %  | 1 117     | 0,05 %  |
| Указана национальность | 2 457 014 | 100,0 % | 2 211 271 | 100,0 % |
| ВСЕГО                  | 2 521 892 |         | 2 442 575 |         |

|                  | 1979 чел. | %       | 1989 чел. | %       | 2002 чел. | %       | 2010 чел. | %       |
| ---------------- | --------- | ------- | --------- | ------- | --------- | ------- | --------- | ------- |
| Русские          | 1637163   | 90,2 %  | 1777113   | 89,3 %  | 1761898   | 89,7 %  | 1661845   | 91,2 %  |
| Татары           | 29454     | 1,6 %   | 34571     | 1,7 %   | 37815     | 1,9 %   | 35538     | 1,9 %   |
| Украинцы         | 67932     | 3,7 %   | 71865     | 3,7 %   | 45231     | 2,3 %   | 28781     | 1,5 %   |
| Казахи           | 12537     | 0,7 %   | 19652     | 1,0 %   | 16716     | 0,9 %   | 20452     | 1,1 %   |
| Армяне           | 3132      | 0,2 %   | 4702      | 0,2 %   | 18130     | 0,9 %   | 17042     | 0,9 %   |
| Азербайджанцы    | 2187      | 0,1 %   | 6142      | 0,4 %   | 11095     | 0,6 %   | 9806      | 0,5 %   |
| Белорусы         | 10558     | 0,6 %   | 12267     | 0,6 %   | 8228      | 0,4 %   | 5623      | 0,3 %   |
| Мордва           | 11395     | 0,6 %   | 13216     | 0,7 %   | 8745      | 0,5 %   | 5541      | 0,3 %   |
| Чуваши           | 6331      | 0,3 %   | 8686      | 0,3 %   | 6696      | 0,4 %   | 5384      | 0,3 %   |
| Народы Дагестана | 1255      | 0,1 %   | 3828      | 0,2 %   | 4636      | 0,2 %   | 4729      | 0,3 %   |
| Немцы            | 4067      | 0,2 %   | 6164      | 0,3 %   | 5039      | 0,3 %   | 3373      | 0,2 %   |
| Цыгане           | —         | —       | 1866      | 0,0 %   | 2249      | 0,1 %   | 2505      | 0,1 %   |
| Евреи            | 10129     | 0,6 %   | 7872      | 0,4 %   | 3319      | 0,2 %   | 2166      | 0,1 %   |
| Узбеки           | —         | —       | 2466      | 0,1 %   | 1468      | 0,0 %   | 2013      | 0,1 %   |
| Чеченцы          | 508       | 0,0 %   | 1229      | 0,1 %   | 2593      | 0,1 %   | 1847      | -       |
| ВСЕГО:           | 1815464   | 100,0 % | 1990129   | 100,0 % | 1963858   | 100,0 % | 1879565   | 100,0 % |

## Административно-территориальное деление

### Административно-территориальное устройство

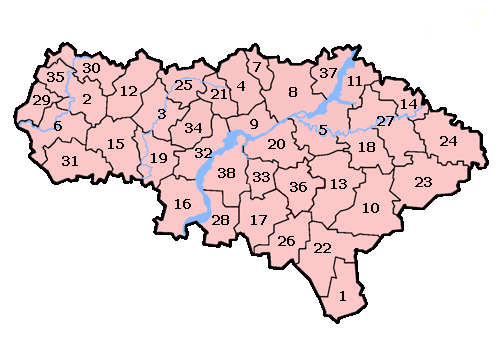
Районы Саратовской области:
1 — Александрово-Гайский;
2 — Аркадакский;
3 — Аткарский;
4 — Базарно-Карабулакский;
5 — Балаковский;
6 — Балашовский;
7 — Балтайский;
8 — Вольский;
9 — Воскресенский;
10 — Дергачёвский;
11 — Духовницкий;
12 — Екатериновский;
13 — Ершовский;
14 — Ивантеевский;
15 — Калининский;
16 — Красноармейский;
17 — Краснокутский;
18 — Краснопартизанский;
19 — Лысогорский;
20 — Марксовский;
21 — Новобурасский;
22 — Новоузенский;
23 — Озинский;
24 — Перелюбский;
25 — Петровский;
26 — Питерский;
27 — Пугачёвский;
28 — Ровенский;
29 — Романовский;
30 — Ртищевский;
31 — Самойловский;
32 — Саратовский;
33 — Советский;
34 — Татищевский;
35 — Турковский;
36 — Фёдоровский;
37 — Хвалынский;
38 — Энгельсский

Согласно Областному Закону «Об административно-территориальном устройстве Саратовской области» и Реестру административно-территориального деления Саратовской области, субъект РФ включает следующие административно-территориальные единицы:
- 1 город областного значения (Саратов),
- 1 закрытое административно-территориальное образование (посёлок Светлый),
- 37 районов,
- 1 административный район (Гагаринский),
- 2 административных округа — город Шиханы и Михайловский (образован посёлками Михайловским и Новооктябрьским) — как бывшие ЗАТО, не входящие в состав районов.

Область включает 1848 населённых пунктов.
Административным центром Саратовской области является город Саратов.

### Муниципальное устройство
В рамках муниципального устройства, в границах административно-территориальных единиц области к 1 января 2022 года функционирует 351 муниципальное образование, в том числе: 
- 4 городских округа[17][18],
- 37 муниципальных районов[19][20], которые включают:
  - 37 городских поселений,
  - 260 сельских поселений.

Межмуниципальное сотрудничество
Межмуниципальное сотрудничество в Саратовской области осуществляет Ассоциация «Совет муниципальных образований Саратовской области».
Некоммерческая организация Ассоциация «Совет муниципальных образований Саратовской области» учреждена 20 апреля 2006 года на основании статей 8 и 66 Федерального закона от 06 октября 2003 года № 131-ФЗ «Об общих принципах организации местного самоуправления в Российской Федерации», в соответствии с Федеральным законом от 12 января 1996 года № 7-ФЗ «О некоммерческих организациях». Учредителями Ассоциации являются четыре муниципальных района Саратовской области: Аткарский, Дергачёвский, Вольский и Пугачёвский. На сегодняшний день членство в Ассоциации имеют 438 МО области (99,8 % от общего числа областных муниципальных образований). Исполнительным органом руководит Степанов Александр Алексеевич, профессор ФГОУ ВПО «Поволжская академия государственной службы».

### Населённые пункты
Населённые пункты с численностью населения более 10 тысяч человек
| Саратов  | ↘886 165 |
| Энгельс  | ↘222 115 |
| Балаково | ↘180 694 |
| Балашов  | ↘71 959  |
| Вольск   | ↘55 035  |

| Пугачёв     | ↘40 127 |
| Ртищево     | ↘36 766 |
| Приволжский | ↘32 476 |
| Маркс       | ↘28 749 |
| Петровск    | ↘26 319 |

| Аткарск       | ↘22 709 |
| Красноармейск | ↘21 350 |
| Ершов         | ↘18 095 |
| Новоузенск    | ↗15 216 |
| Калининск     | ↘14 949 |

| Красный Кут | ↗14 296 |
| Светлый     | ↘12 702 |
| Степное     | ↗12 355 |
| Хвалынск    | ↘12 042 |
| Аркадак     | ↘10 477 |

## Областная власть

### Главы администрации Саратовской области
- Юрий Васильевич Белых (и. о. 25 февраля — 30 июня 1992; 30 июня 1992 — 21 февраля 1996)
- Дмитрий Фёдорович Аяцков (и. о. 21 февраля — 15 апреля 1996; 15 апреля — 1 сентября 1996)

### Губернаторы Саратовской области
- Дмитрий Фёдорович Аяцков (1 сентября 1996 — 2 апреля 2005)
- Павел Леонидович Ипатов (и. о. 3 марта — 3 апреля 2005; 3 апреля 2005 — 23 марта 2012), вступил в должность 3 апреля 2005, 23 марта 2010 по предложению Президента Российской Федерации постановлением Саратовской областной думы наделён полномочиями Губернатора Саратовской области на второй срок.
- Валерий Васильевич Радаев (врио 23 марта — 5 апреля 2012, 17 марта — 21 сентября 2017; 5 апреля 2012 – 10 мая 2022), 23 марта 2012 назначен исполняющим обязанности губернатора области[25], 5 апреля 2012 по предложению Президента Российской Федерации постановлением Саратовской областной думы наделён полномочиями Губернатора Саратовской области[26]. 10 мая 2022 объявил об отставке[27].
- Роман Викторович Бусаргин   (врио с 10 мая 2022), 10 мая 2022 назначен временно исполняющим обязанности губернатора области[28].

### Саратовская областная дума
- Временный областной комитет по вопросам реформы органов представительной власти и организации местного самоуправления (1993—1994)
  - председатель — Александр Петрович Харитонов (октябрь 1993 года — май 1994 года)

- Саратовская областная дума I созыва (1994—1997)
  - председатель — Александр Петрович Харитонов (17 июня 1994 — 4 сентября 1997)

- Саратовская областная дума II созыва (1997—2002)
  - председатель — Александр Петрович Харитонов (4 сентября 1997 года— 27 марта 2002 года)
  - председатель — Владимир Михайлович Чуриков (17 апреля 2002 года — 16 сентября 2002 года)

- Саратовская областная дума III созыва (2002—2007)
  - председатель — Сергей Алексеевич Шувалов (16 сентября 2002 года — 12 апреля 2005 года)
  - председатель — Павел Владимирович Большеданов (12 апреля 2005 года — 12 декабря 2007 года)

- Саратовская областная дума IV созыва (2007—2012) 
  - председатель — Валерий Васильевич Радаев (12 декабря 2007 года — 5 апреля 2012 года)
  - председатель — Марина Владимировна Алёшина (5 апреля — 5 сентября 2012 года)[29]
  - председатель — Владимир Васильевич Капкаев (5 сентября — 24 октября 2012 года)

- Саратовская областная дума V созыва (2012—2017)
  - председатель — Владимир Васильевич Капкаев (24 октября 2012 года — 19 сентября 2017 года)

- Саратовская областная дума VI созыва (2017—2022) 
  - председатель — Иван Георгиевич Кузьмин (19 сентября 2017 года — 7 марта 2019 года)[30]
  - председатель — Александр Сергеевич Романов (с 10 апреля 2019 года — 21 сентября 2022 года)[31]

- Саратовская областная дума VII созыва (с 2022) 
  - председатель — Михаил Александрович Исаев (21 сентября 2022 года).

### Представители в Совете Федерации
- Представитель от Правительства — исполнительного органа государственной власти:

1. Абдулатипов Рамазан Гаджимурадович (19 декабря 2000 года — 27 апреля 2005 года)
2. Шувалов Сергей Алексеевич (27 апреля 2005 года — 28 апреля 2010 года)
3. Гусев Владимир Кузьмич (28 апреля 2010 года — 24 апреля 2012 года)
4. Бокова Людмила Николаевна (24 апреля 2012 года — 19 сентября 2017 года)
5. Аренин Сергей Петрович (с 21 сентября 2017 года — 16 сентября 2022 года)
6. Андрей Иванович Денисов (с 16 сентября 2022 года)

- Представитель от областной Думы — законодательного органа государственной власти:

1. Завадников Валентин Георгиевич (12 сентября 2001 года — 24 октября 2012 года)
2. Исаев Михаил Александрович (24 октября 2012 года — 28 сентября 2016 года)
3. Алексеев Олег Александрович (28 сентября 2016 года — 21 сентября 2017 года)
4. Бокова Людмила Николаевна (19 сентября 2017 года — 27 января 2020 года)
5. Алексеев Олег Александрович (8 апреля 2020 года — 21 сентября 2022 года)
6. Радаев Валерий Васильевич (с 21 сентября 2022 года)

## Образование
В 2017 году в Саратовской области действует 21 организация высшего образования, в том числе 8 вузов (все расположенные в Саратове) и 13 филиалов.

## Культура

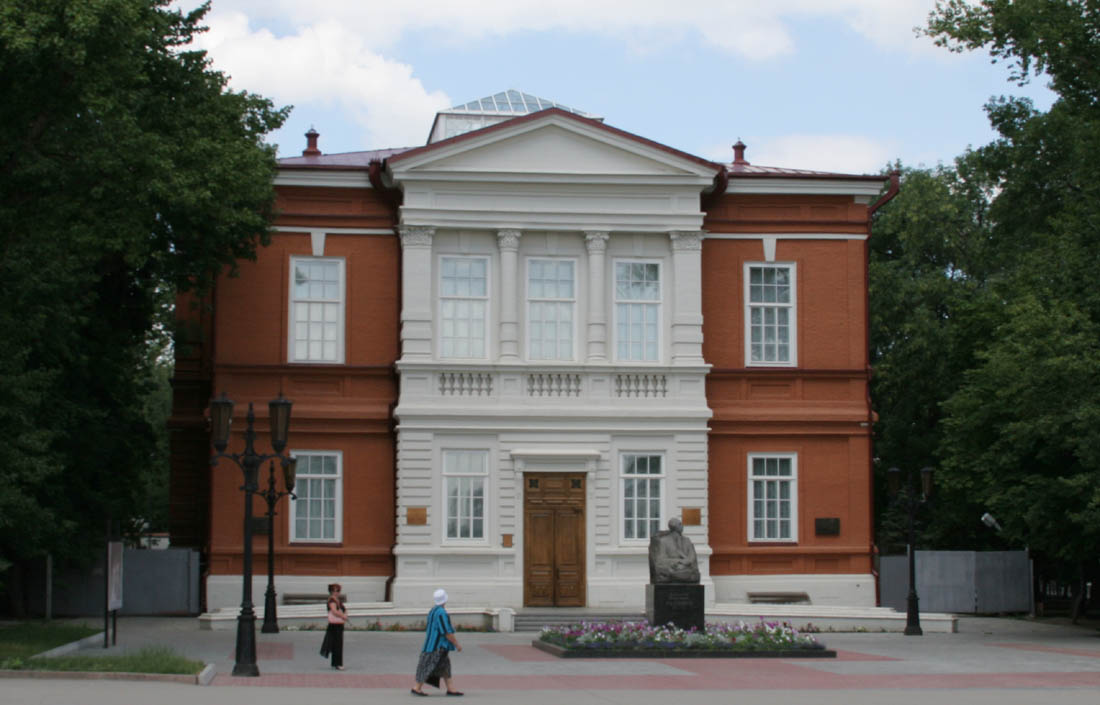
Музей им. Радищева

В Саратовской области действуют музеи: Саратовский областной краеведческий музей, Саратовский художественный музей имени А. Н. Радищева, Дом-музей Н. Г. Чернышевского, Дом-музей К. Федина, Дом-музей П. Кузнецова, краеведческие музеи в Балашове, Вольске, Петровске, Хвалынске, Энгельсе, Мемориальный дом-музей В. И. Чапаева в Пугачёве, литературный музей Л. А. Кассиля в г. Энгельсе.
В области действуют театры: Балаковский драматический театр имени Е.А. Лебедева, Балашовский драматический театр, Вольский драматический театр, Саратовский академический театр драмы, Саратовский академический театр оперы и балета, Саратовский академический театр юного зрителя, Театр кукол «Теремок», Саратовский муниципальный новый драматический театр «Версия», Саратовский муниципальный драматический театр «АТХ», Саратовский областной театр оперетты в г. Энгельсе, Саратовский театр пластической драмы, Саратовский театр русской комедии.
Саратовская область занимает седьмое место (среди всех субъектов федерации) по количеству победителей на ежегодно проходящих Молодёжных Дельфийских играх России.

## Средства массовой информации
На территории Саратовской области ведут вещание два региональных (ГТРК "Саратов" и "Саратов24") и пять муниципальных телеканалов (один в городе Саратове, два в Балаковском и один в Энгельсском районах, один в ЗАТО Светлый).

## Экономика

### Промышленность

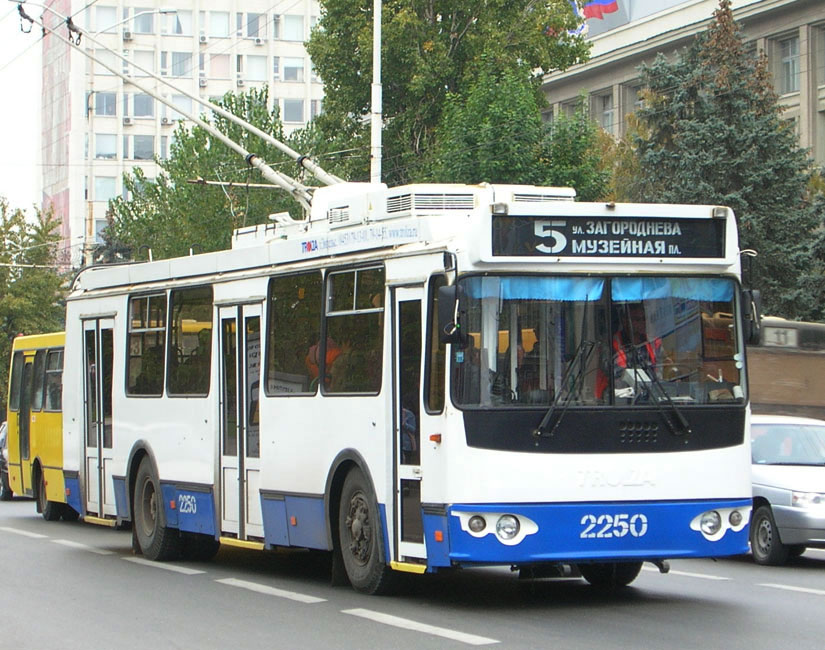
Троллейбус Тролза

По уровню и масштабам развития промышленного производства Саратовская область занимает одно из ведущих мест в Поволжском Федеральном Округе в сфере экономики. Промышленность области включает в себя более 2000 крупных и средних предприятий. Здесь выпускают троллейбусы (Энгельсский завод электрического транспорта), железнодорожную технику (Энгельсский завод транспортного машиностроения, Энгельсский локомотивный завод), свечи зажигания, электроинструменты, точные приборы, холодильники и морозильники, производят жидкое топливо и продукты нефтехимии (Саратовский НПЗ мощностью 10 млн т. нефти/год, «Саратовнефтеоргсинтез»), минеральные удобрения, медный прокат, строительное стекло, цемент, печатают школьные учебники и книги, работают химическое и мебельное производства.
В структуре промышленности наибольший удельный вес принадлежит топливно-энергетическому комплексу (45,5 %), машиностроению (19,1 %), химической и нефтехимической (15,6 %), пищевой (9,2 %) промышленности.
Согласно данным Торгово-промышленной палаты Саратовской области, на 2020 год в области действовало 103 инновационных предприятия.

### Сельское хозяйство
Саратовская область традиционно является сельскохозяйственным регионом. По объёму произведённой сельскохозяйственной продукции область занимает 10 место среди российских регионов. По производству пшеницы  регион по итогам 2016 года занял 6 место — 2732 тыс. тонн. Земли сельскохозяйственного назначения 8417,6 тысяч га. Особенностью Саратовской области является высокая доля крестьянских (фермерских) хозяйств в общем объёме производства и посевных площадей. Так, в 2009 году удельный вес фермерских хозяйств в посевных площадях области составил 45 %. В Саратовской области, как обычно, очень высокий перепад по урожайности между чернозёмными правобережными районами и степными засушливыми районами в Левобережье Волги. Так, при урожайности озимых 50 центнеров с гектара в Ртищевском районе, в Новоузенском районе урожайность составляет лишь 18 центнеров с гектара.
В Саратовской области возделывается более 14 видов зерновых и зернобобовых культур, из которых экспортируются: пшеница, ячмень, нут, овес, горох, чечевица, рожь, кукуруза, просо. Из девяти масличных культур на экспорт идут: лен, горчица, рыжик, рапс, кориандр, сафлор. Главной экспортной культурой области была и остается пшеница.
По состоянию на 2020 год в Саратовской области остаётся более 300 тыс. га неиспользованных сельскохозяйственных земель, из-за этого область теряет в год 500 тыс. т. зерна. Несколько лет назад таких угодий было около 600 тыс. га. Как заявил руководитель регионального управления Россельхознадзора Алексей Частов, «как правило, это недобросовестные собственники, у них земля либо простаивает, либо они роют траншеи, незаконно разрабатывают карьеры. Это — порча земли».
Животноводство
На 1 января 2021 года в хозяйствах всех категорий насчитывалось 436,1 тыс. (+3,6 тыс.) голов крупного рогатого скота, из них коров 195,2 тыс. (+0,7 тыс.) голов, 270,0 тыс. (–5,4 тыс.) свиней, 557,8 тыс. (+9,0 тыс.) овец и коз, 15,8 тыс. (+0,5 тыс.) лошадей, 5,8 млн голов птицы.
В 2021 году надой молока на одну корову в сельхозорганизациях 6678 кг (–427 кг), в 2020 году 7105 кг (–58 кг) . В 2020 году в хозяйствах всех категорий произведено 752,2 тыс. тонн молока (+0.7%). В 2019 году в хозяйствах всех категорий произведено скота и птицы на убой (в убойном весе) 120,5 тыс. тонн или (в живом весе) 180,7 тыс. тонн, 939,2 млн яиц.
Растениеводство
В 2020 году посевные площади составили 2214 тыс. га, а урожайность — 24,0 ц/га (в 2019 году — 14,3 ц/га). Плановый сбор зерна составил более 5,2 млн тонн.

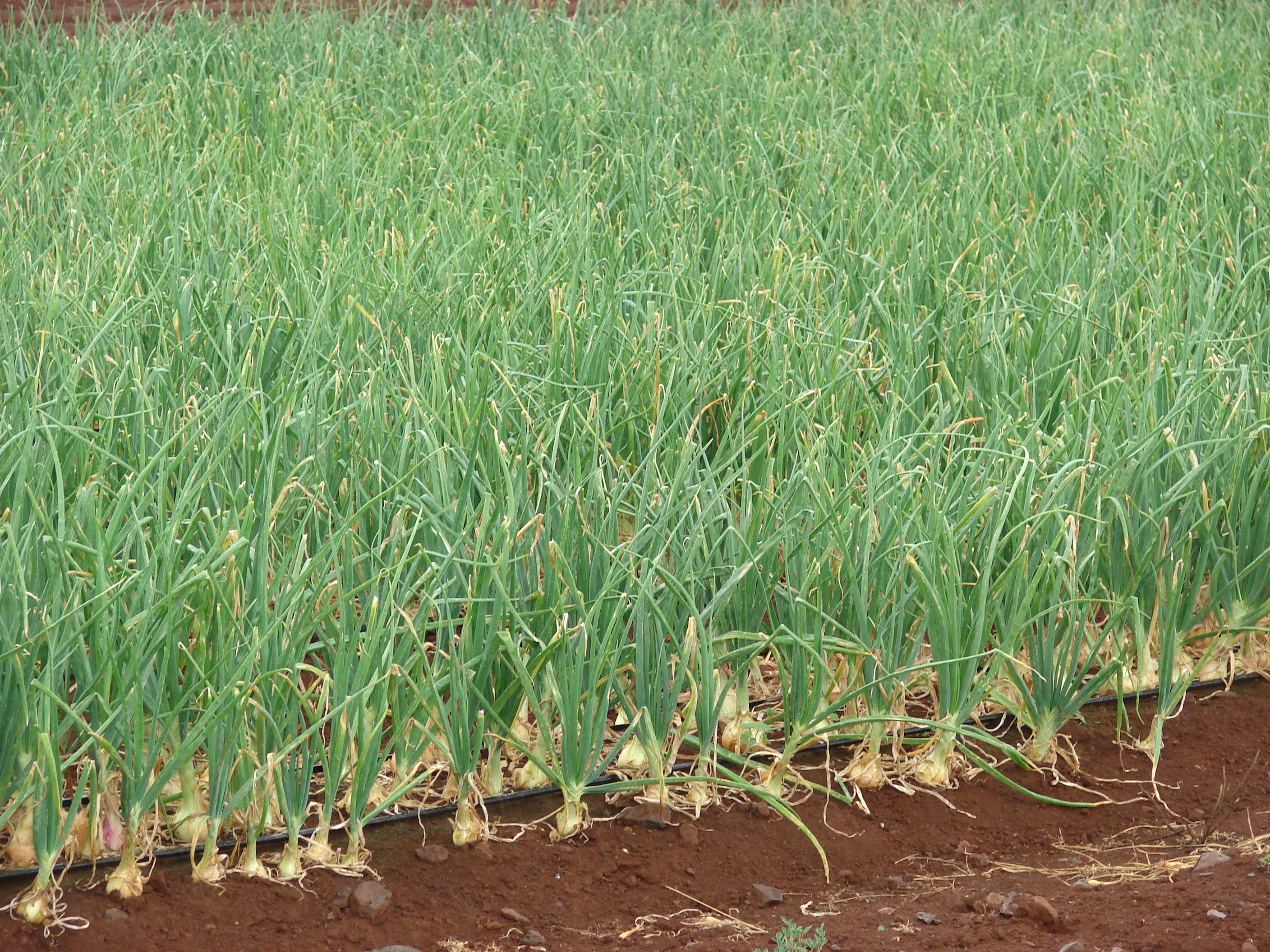
Плантация репчатого лука

Саратовская область один из основных регионов России по выращиванию репчатого лука. На промышленной основе он возделывается с использованием капельного орошения. Валовый сбор репчатого лука в 2021 году в области составил 90,1 тысяч тонн.
Посевная площадь в 2021 году составит 4,1 млн га. Яровые зерновые и зернобобовые культуры займут 25 % от всей посевной площади. Прогноз производства зерна — 6 млн тонн, или 108 % к валовому сбору 2020 года.
В 2022 году посевная площадь составила более 4,0 млн га, из которых зерновые и зернобобовые — 2,248 млн га, технические культуры — 1,7 млн га: подсолнечник 1464 тыс. га, сахарная свекла 8,5 тыс. га, картофель 8,4 тыс. га, овощебахчевые  23,3 тыс. га. План производства: зерно 4,4 млн тонн, маслосемена подсолнечника 1,8 млн тонн, сахарная свекла 366 тыс. тонн, картофель 138,7 тыс. тонн, овощебахчевые 367,2 тыс. тонн. Аграриями региона выполнено задание Минсельхоза РФ по наращиванию посевных площадей под твердой пшеницей — 77 тыс. га (128% к уровню 2021 года), соей — 36 тыс. га (128% к уровню 2021 года), сахарной свеклой — 8517 га (101% к уровню 2021 года), картофелем в организованном секторе — 718 га, или 106 % к уровню прошлого года. Под овощными культурами в хозяйствах всех категорий занято 15,4 тыс. га: под лук отведено 1,88 тыс. га (103 %), капусту 630 га (121 %), свеклу 116 тыс. га (110 %), помидоры 194 га, огурцы 75 га, морковь 160 га, чеснок 4 га, тыкву 4,3 тыс. га, прочие овощи (кабачок, перец, баклажан и т. д.) — 1,1 тыс. га (9 7%).
На 26 июля 2022 года убрано 140,5 тысяч гектар или 11,4 процента посевных площадей, занятых озимыми культурами. Валовой собор составил 435,7 тысяч тонн. Средняя урожайность по всему региону рекордная, составила 31 центнер с гектара. При этом в Саратовской области, как обычно, очень высокий перепад по урожайности между чернозёмными правобережными районами и степными засушливыми районами в Левобережье Волги. Так при самой большой урожайности озимых 50 центнеров с гектара в Ртищевском районе, минимальная урожайность зафиксирована в Новоузенском районе, там собрали только 18 центнеров с гектара.
В 2023 году увеличены площади под нутом — на 33 %, чечевицей — на 28 %, горохом — на 13 %, просом — на 21 %, твёрдой пшеницей — на 4 %.
Садоводство
В 2021 году валовый сбор плодово-ягодных культур составил 83876 тонн (6502 га в плодоносящем возрасте), из них: семечковые (яблоня, груша) 54138 тонн, косточковые (абрикос, слива, черешня, вишня) 16664 тонн, орехоплодные 81 тонн, ягод (земляника, малина, смородина, ежевика) 12993 тонн, а также винограда 6055 тонн (337 га в плодоносящем возрасте).
Площадь плодово-ягодных насаждений в хозяйствах всех категорий в 2020 году — 9861 га, виноградников — 358 га.
| Тыс. гектар | 6399 | 5564,5 | 4438,4 | 3589,5 | 3604,6 | 3604,6 | 3730,9 | 4168,7 |

### Энергетика

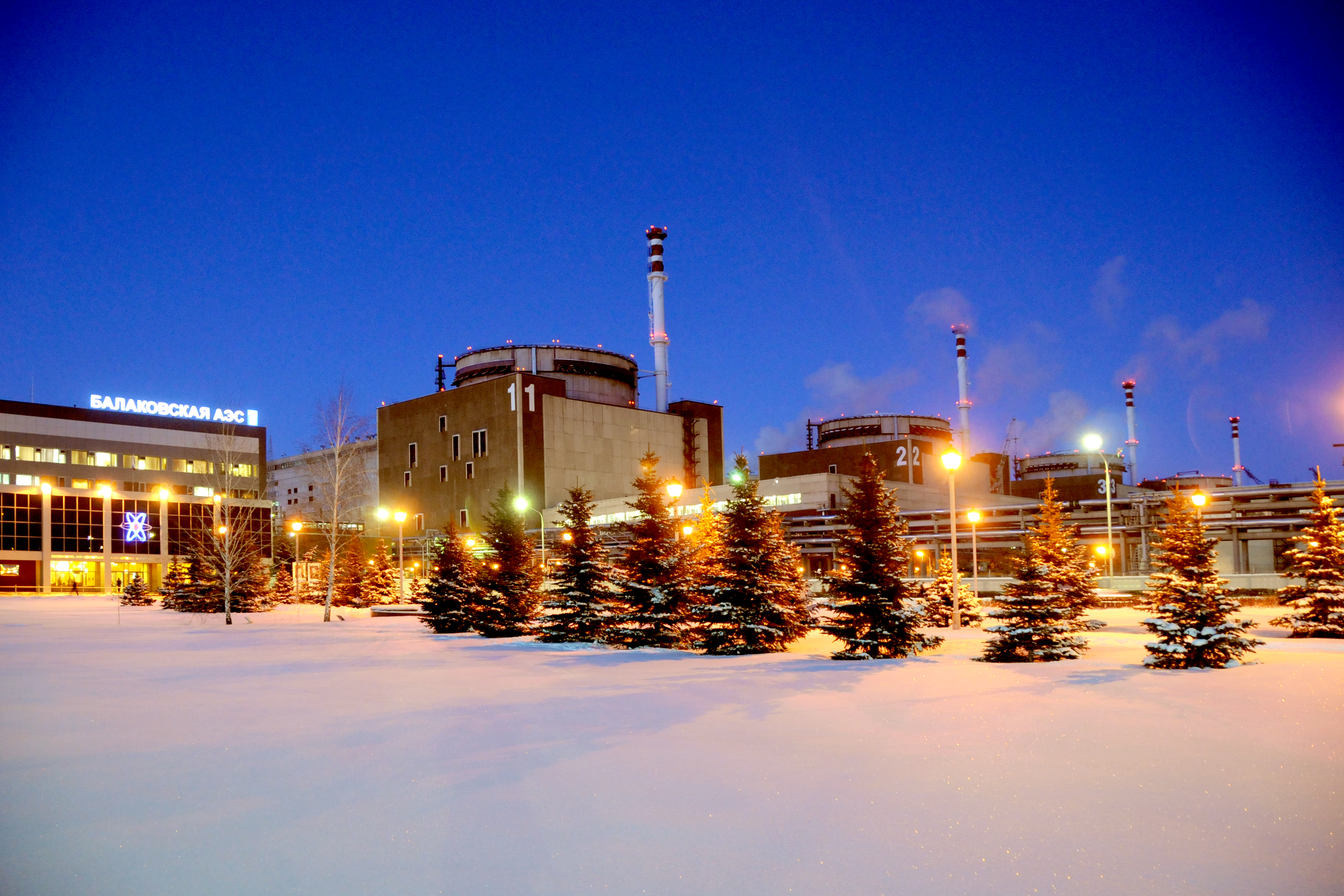
Балаковская АЭС — крупнейшая электростанция Саратовской области

Гидроэнергопотенциал области реализуется на Саратовской ГЭС в среднегодовом размере около 5,4 млрд кВт·ч электроэнергии.
В Саратовской области полностью завершена программа газификации. Жители всех населённых пунктов имеют возможность пользоваться природным газом.
Электроэнергетическая система Саратовской области работает в составе Единой энергетической системы России и характеризуется избытком генерирующей мощности. В 2013 году потребление электроэнергии в Саратовской энергосистеме составило 12 821 млн кВт⋅ч, выработка электростанций — 43 913 млн кВт⋅ч, собственный максимум потребления мощности — 2 058 МВт, установленная мощность электростанций на конец года — 6 711 МВт. Исторический максимум потребления мощности равен 2 785 МВт и достигнут в 1991 году.
На территории области функционируют семь электростанций оптового рынка: Балаковская АЭС (филиал АО «Концерн Росэнергоатом», 4 000 МВт, 800 Гкал/ч), Саратовская ГЭС (филиал Русгидро, 1 369 МВт) и пять тепловых электростанций ПАО «Т Плюс» — Саратовская ГРЭС (54 МВт, 478 Гкал/ч), Саратовская ТЭЦ-2 (224 МВт, 755 Гкал/ч), Энгельсская ТЭЦ-3 (182 МВт, 690 Гкал/ч), Балаковская ТЭЦ-4 (370 МВт, 1232 Гкал/ч), Саратовская ТЭЦ-5 (445 МВт, 1239 Гкал/ч). Две электростанции функционируют на розничном рынке: Саратовская ТЭЦ-1 (18 МВт, 208 Гкал/ч), ТЭЦ ООО «Балаковские минеральные удобрения» (входит в холдинг ФосАгро, 49 МВт). Основным топливом для ТЭС является природный газ.
Общая протяжённость линий электропередач превышает 65,1 тыс. км, трансформаторная мощность подстанций — 15,4 тыс. МВА. Электросетевой комплекс Саратовской области помимо электроснабжения потребителей региона обеспечивает транзит избытков электрической энергии от Балаковской АЭС и Саратовской ГЭС в смежные энергосистемы.

### Транспорт

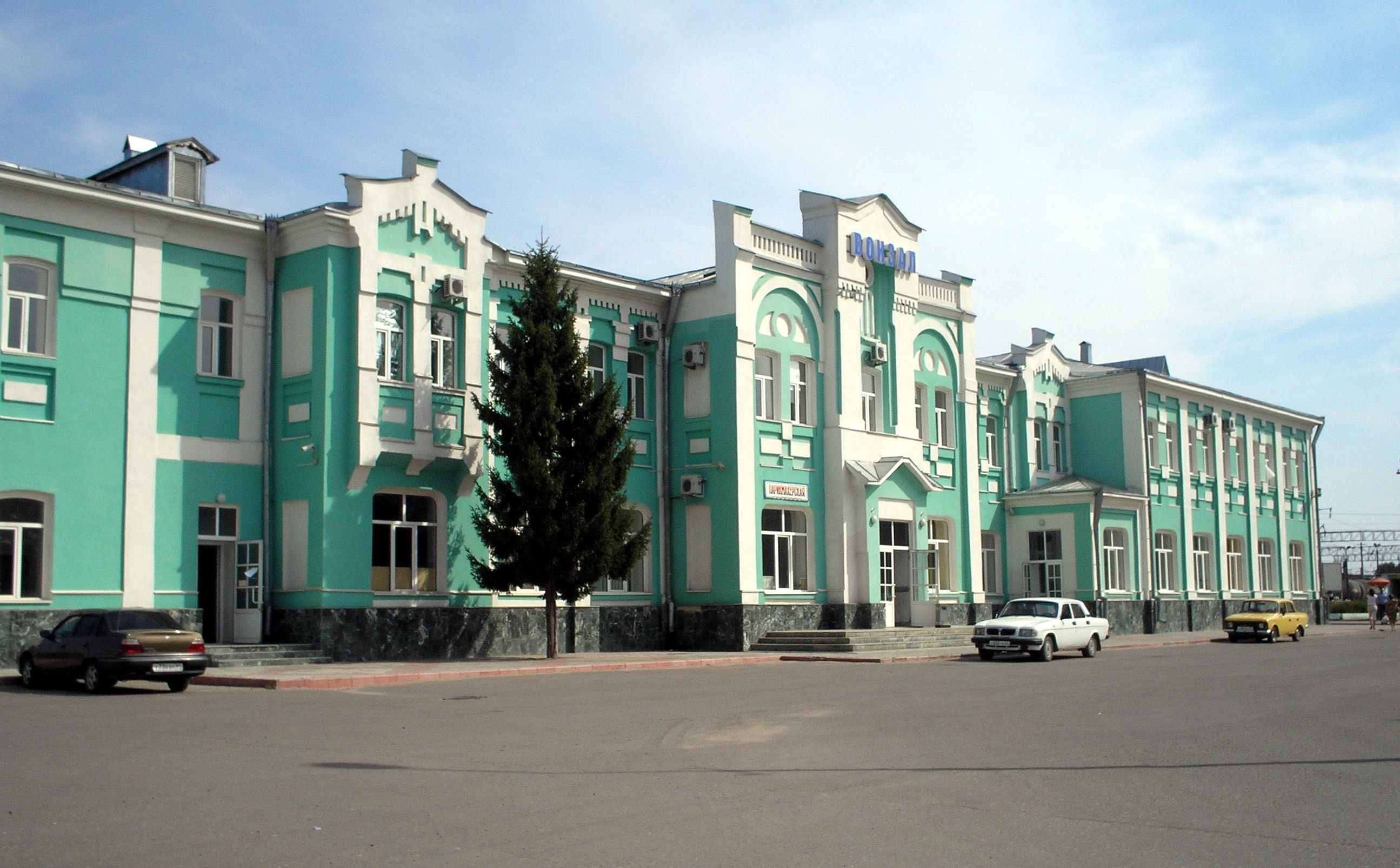
Железнодорожный вокзал в Аткарске

В области представлены все виды транспорта. Протяжённость автомобильных дорог общего пользования составляет 10 962 км, с твёрдым покрытием — 10 711 км (в том числе 741 км автодорог федерального значения) (по состоянию на 2008). Ведущее место в транспортной инфраструктуре области занимает железная дорога, на долю которой приходится свыше 90 % грузо- и около 40 % пассажирооборота.
Железнодорожный транспорт
Протяжённость железных дорог, проходящих по территории области, составляет 2296 км. Из них большая часть принадлежит Саратовскому отделению Приволжской железной дороги и меньшая, на западе области, — Ртищевскому отделению Юго-Восточной железной дороги. Сохранилась одна действующая узкоколейная железная дорога — Красноармейского керамического завода.
Имеются железнодорожный мост через Волгу и два действующих автомобильных моста через Волгу (между городами Саратовом и Энгельсом и севернее г. Саратова, у с. Пристанного), а также путепровод по плотине Саратовской ГЭС в г. Балаково.
Общая длина внутренних судоходных путей составляет 709 км.

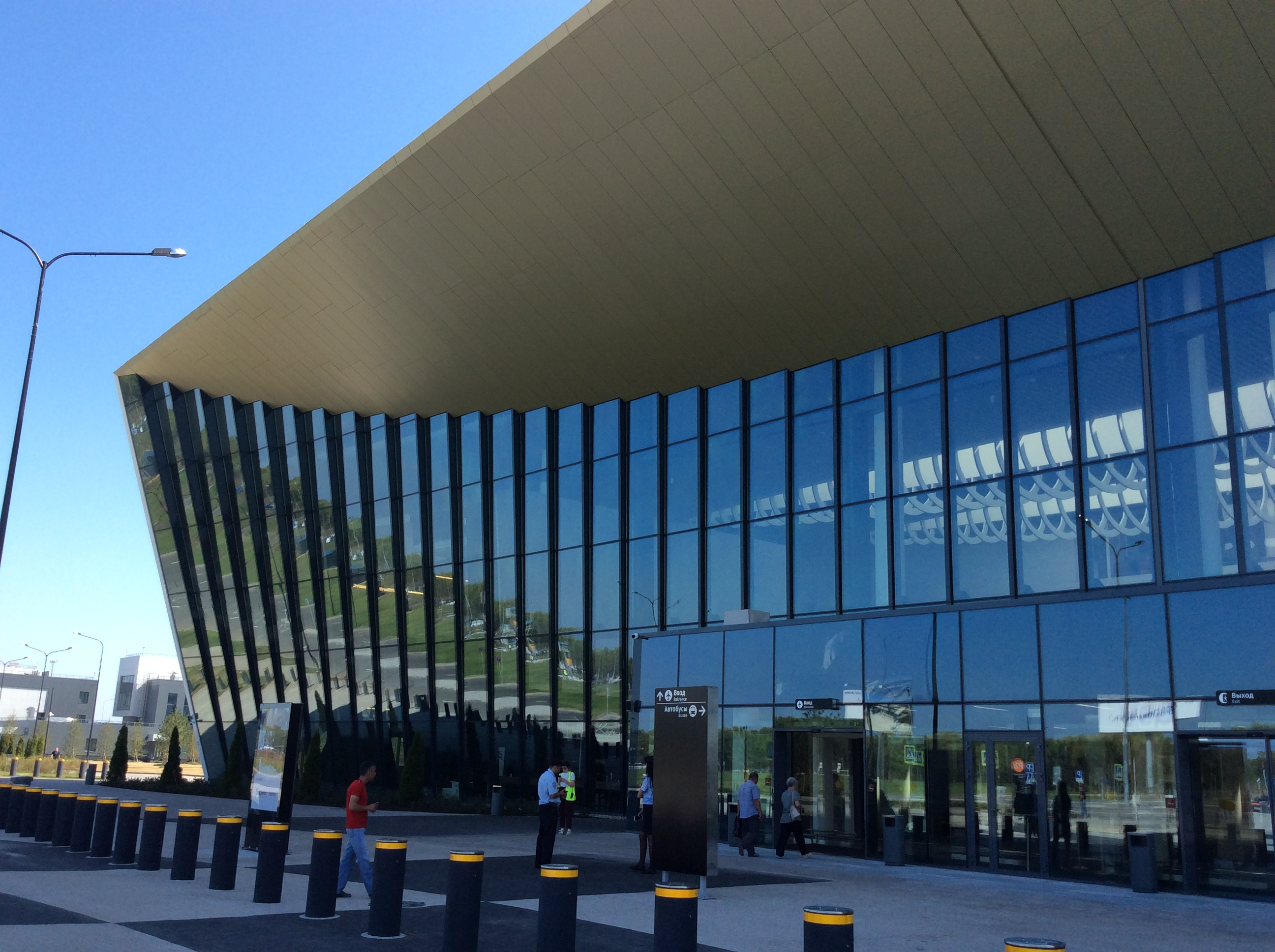
Аэропорт «Гагарин»

Общий объём перевозки грузов по всем видам транспорта за 9 месяцев 2009 года составил 88,2 млн т. Абсолютное большинство объёма пришлось на трубопроводный транспорт (66,5 млн т), автомобильным и железнодорожным транспортом было перевезено 10,6 и 10,2 млн т груза соответственно.
Область занимает четвёртое место в ПФО по числу автомобилей на тысячу жителей.
До 2019 года в Саратове действовал аэропорт «Саратов-Центральный» (по данным 2016 года пассажиропоток составлял 433 385 человек), закрытый в связи с постройкой нового аэропорта. С 2019 года действует международный аэропорт «Гагарин» в районе села Сабуровка.
Автомобильные дороги
| номер автодороги и название                                 | статус          | длина  | движение автомобилей в сутки |
| ----------------------------------------------------------- | --------------- | ------ | ---------------------------- |
| Р138 Пугачёв — Перелюб — Казахстан                          | Федеральный     | 130 км | 10 000                       |
| Р158 Нижний Новгород — Саранск — Пенза — Саратов            | федеральный     | 110 км | 5500                         |
| Р226 Самара — Волгоград                                     | межрегиональный | 429 км | 3890                         |
| Р228 Сызрань — Волгоград                                    | федеральный     | 435 км | 12 000                       |
| Р234 Саратов — Песчаный Умёт                                | муниципальный   | 19 км  | 800                          |
| Р235 Балашов — Ртищево — Сердобск — Р209                    | межрегиональный | 200 км | 2000                         |
| A298 Тамбов — Пенза — Саратов — Пристанное — Ершов — Озинки | Федеральный     | 324 км | 1500                         |
| Р22 Саратов — Борисоглебск                                  | федеральный     | 189 км | 15 000                       |

## Связь

### Телефонная связь
По данным Министерства цифрового развития, связи и массовых коммуникаций Российской Федерации в 2019 году на 100 жителей области было подключено 15,22 стационарных телефонов (17,52 — в городской местности и 8,12 — в сельской местности).
Услуги телефонной связи оказывают операторы связи:
- Саратовский филиал ПАО «Ростелеком»;
- Филиал ПАО «Мобильные ТелеСистемы» в г. Саратов;
- ООО «Саратовская цифровая телефонная сеть»;
- Саратовский кластер Регионального управления Центрального региона ПАО «Вымпел-Коммуникации»;
- Филиал АО «Компания ТрансТелеКом» «Макрорегион Верхневолжский»;
- Филиал АО «ЭР-Телеком Холдинг» в г. Саратове;
- ЗАО «Хемикомп»;
- АО «Хемикомп+»;
- ООО «Покровский радиотелефон»;
- ООО «Шиханыэлектросвязь»;
- ООО «Связь-99».

### Широкополосный доступ в Интернет
По данным Министерства цифрового развития, связи и массовых коммуникаций Российской Федерации в 2019 году число абонентов фиксированного широкополосного доступа в Интернет за 2019 год на 100 человек населения составило 21,82.
Услуги широкополосного доступа к сети Интернет предоставляют операторы связи:
- Саратовский филиал ПАО «Ростелеком»;
- Филиал ПАО «МТС» в г. Саратов;
- ООО «Саратовская цифровая телефонная сеть»;
- Саратовский кластер Регионального управления Центрального региона ПАО «Вымпел-Коммуникации»;
- Филиал АО «Компания ТрансТелеКом» «Макрорегион Верхневолжский»;
- Филиал АО «ЭР-Телеком Холдинг» в г. Саратове;
- ООО «РенетКом»;
- ООО «Спутник ТВ»;
- ООО «Новая телекоммуникационная компания»;
- ООО «Покровский радиотелефон»;
- ЗАО «Хемикомп»;
- АО «Хемикомп+».

### Мобильная связь
Услуги подвижной радиотелефонной связи и мобильного широкополосного доступа к сети Интернет оказывают базовые общероссийские операторы:
- «МегаФон»;
- «МТС»;
- «Билайн»;
- «Tele2»

и виртуальные операторы сотовой связи:
- «Yota»;
- «Тинькофф Мобайл»;
- «Ё»;
- «Ростелеком»;
- «СберМобайл».

Услуги предоставляются в стандартах GSM 1800, 900/1800, UMTS, LTE. 
По данным Министерства цифрового развития, связи и массовых коммуникаций Российской Федерации в 2019 году на 100 жителей области было зарегистрировано 186,6 активных сим-карт.
Услуги мобильной связи оказываются на территории всех муниципальных районов области. Мобильная связь недоступна для жителей в 217 населённых пунктах.

### Телерадиовещание
На территории области ведётся трансляция 20 общедоступных телеканалов и 3 радиоканалов в цифровом формате, в аналоговом формате 10 телеканалов и 36 радиостанций.
Эфирную трансляцию общероссийских обязательных общедоступных телеканалов и радиоканалов на всей территории Российской Федерации обеспечивает ФГУП «Российская телевизионная и радиовещательная сеть».
В Саратовской области вещание обязательных общедоступных телеканалов и радиоканалов, а также 10 коммерческих каналов и 30 радиостанций обеспечивает филиал РТРС «Саратовский Областной радиотелевизионный передающий центр».

### Почтовая связь
Во всех населённых пунктах Саратовской области услуги почтовой связи предоставляет Управление федеральной почтовой связи Саратовской области АО «Почта России» (УФПС Саратовской области). В состав УФПС Саратовской области входят 10 почтамтов, автобаза и межрайонный сортировочный центр. Услуги почтовой связи предоставляют 914 отделений. Протяжённость 321 почтового маршрута составляет свыше 38 тыс. км. Автопарк насчитывает 307 автомобилей. В УФПС работает около 6 тыс. сотрудников, из которых 2,4 тыс. почтальонов.

### Туризм
11 городов области входят в перечень исторических городов России: Аткарск, Балаково, Балашов, Вольск, Маркс, Новоузенск, Пугачёв, Петровск, Саратов, Хвалынск, Энгельс.

## Военные объекты
В области размещены:

Авиабаза Энгельс

- Пять авиационных баз: Балашов, Сенная, Энгельс, Соколовый и Пугачёв.
- Таманская ракетная дивизия РВСН в ЗАТО Светлый.
- НИИ радиационной, химической и биологической защиты и полигон в ЗАТО Шиханы.
- 631-й Региональный учебный центр боевой подготовки ракетных войск и артиллерии.

## Награды
- Орден Ленина (23 октября 1956 года)[80]
- Орден Ленина (30 ноября 1970 года)[80]